# Ephippiger provincialis
Ephippiger provincialis är en insektsart som beskrevs av Yersin 1854. Ephippiger provincialis ingår i släktet Ephippiger och familjen vårtbitare. Inga underarter finns listade i Catalogue of Life.

## Bildgalleri

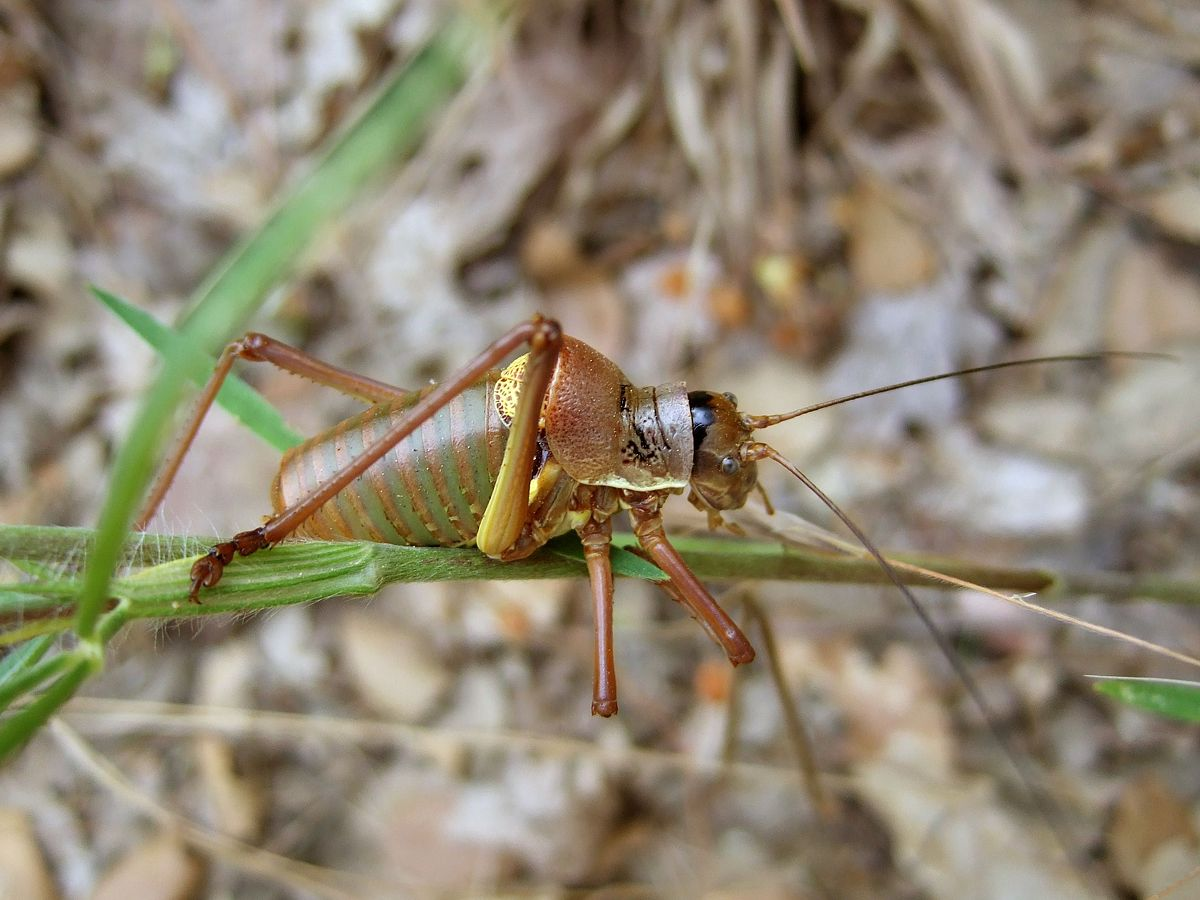